# Agadir de Tasguent
El Agadir de Tasguent es un agadir fortificado construido entre 1200 y 1500, situado sobre el pueblo marroquí de Amzrou. Dejó de utilizarse como granero en el siglo xix, pero pasó a ser conocido durante el siglo xx por ser uno de los agadires mejor conservados del Anti-Atlas.

## Historia
El agadir se construyó por etapas a lo largo de los siglos, siendo la plaza amurallada probablemente el elemento más reciente. La edad de sus murallas más antiguas se estima entre los 500 y 800 años.
La función principal de los agadires era proteger los cultivos (y posiblemente a los habitantes) de los ataques enemigos. El agadir está dividido en celdas individuales repartidas en varios pisos y el contenido de estos está registrado en rollos de madera. Perdió su función como la mayoría de los agadires de la región con la pacificación y la mejora de la situación alimentaria del periodo colonial. A diferencia de otras construcciones de adobe del sur de Marruecos (tighremts y casbas), que también han quedado inutilizadas, el agadir de Tasguent probablemente siguió utilizándose en los siglos XIX y XX por los habitantes para diversos fines.
En 1950, cuando Marruecos empezó a convertirse en un destino turístico, antes de su independencia, el Agadir de Tasguent era el único agadir y uno de los únicos puntos de interés del Anti-Atlas registrado como atracción turística.
En el año 2000, los Agadir de Tasguent e Id Aïssa en Amtoudi se consideran los dos principales ejemplos de Agadir en Marruecos.
Sin embargo, el desarrollo del turismo en los agadires ha creado problemas sociales. Los agadires han sido utilizados durante mucho tiempo, más allá de su función defensiva, como el principal centro de vida de las tribus locales. Esta función social y espiritual puede perderse cuando esas fortalezas se adaptan al turismo. También se observa lo contrario: la dificultad de mantener estos lugares sensibles al clima, construidos principalmente en adobe, conduce a su rápido deterioro sin una inversión sustancial a menudo inseparable del turismo.

## Descripción
El patio delantero del agadir era probablemente utilizado para alojar ganado en tiempos de crisis. El edificio está construido sobre una base de roca y está rodeado por una muralla defensiva. Los graneros individuales (a veces llamados "cisternas" o "celdas") están alineados uno al lado del otro y uno encima del otro de tres a seis pisos. A las celdas de los pisos superiores se accede mediante escalones de piedra o troncos con muescas. Cada celda de almacenamiento está cerrada por una puerta de madera, a menudo decorada y normalmente con una abertura que permite el libre movimiento de gatos, asegurando una baja población de roedores. Las celdas están separadas entre sí por tabiques de piedra.

## Galería

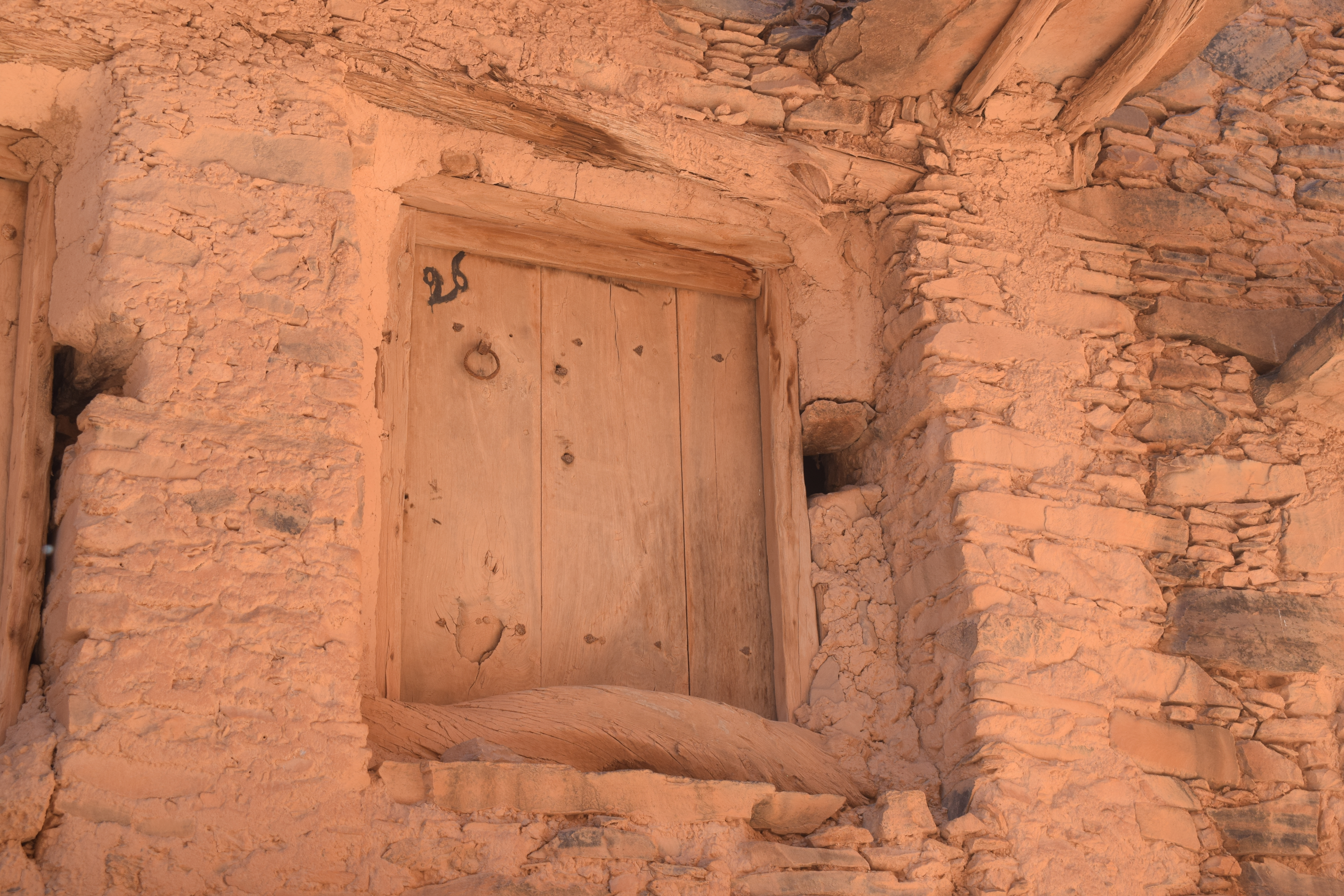
Puerta del granero.
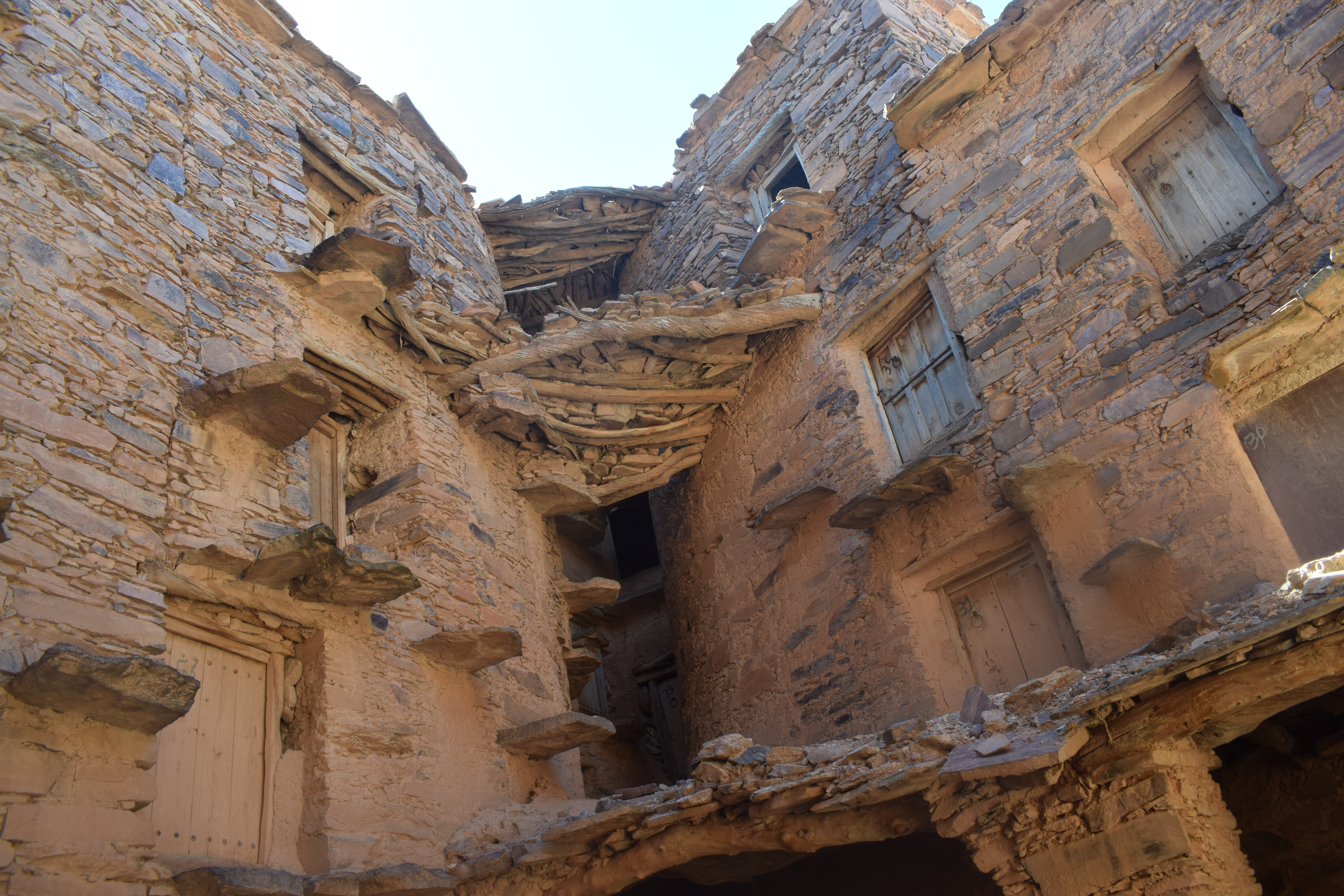
Vista interior.
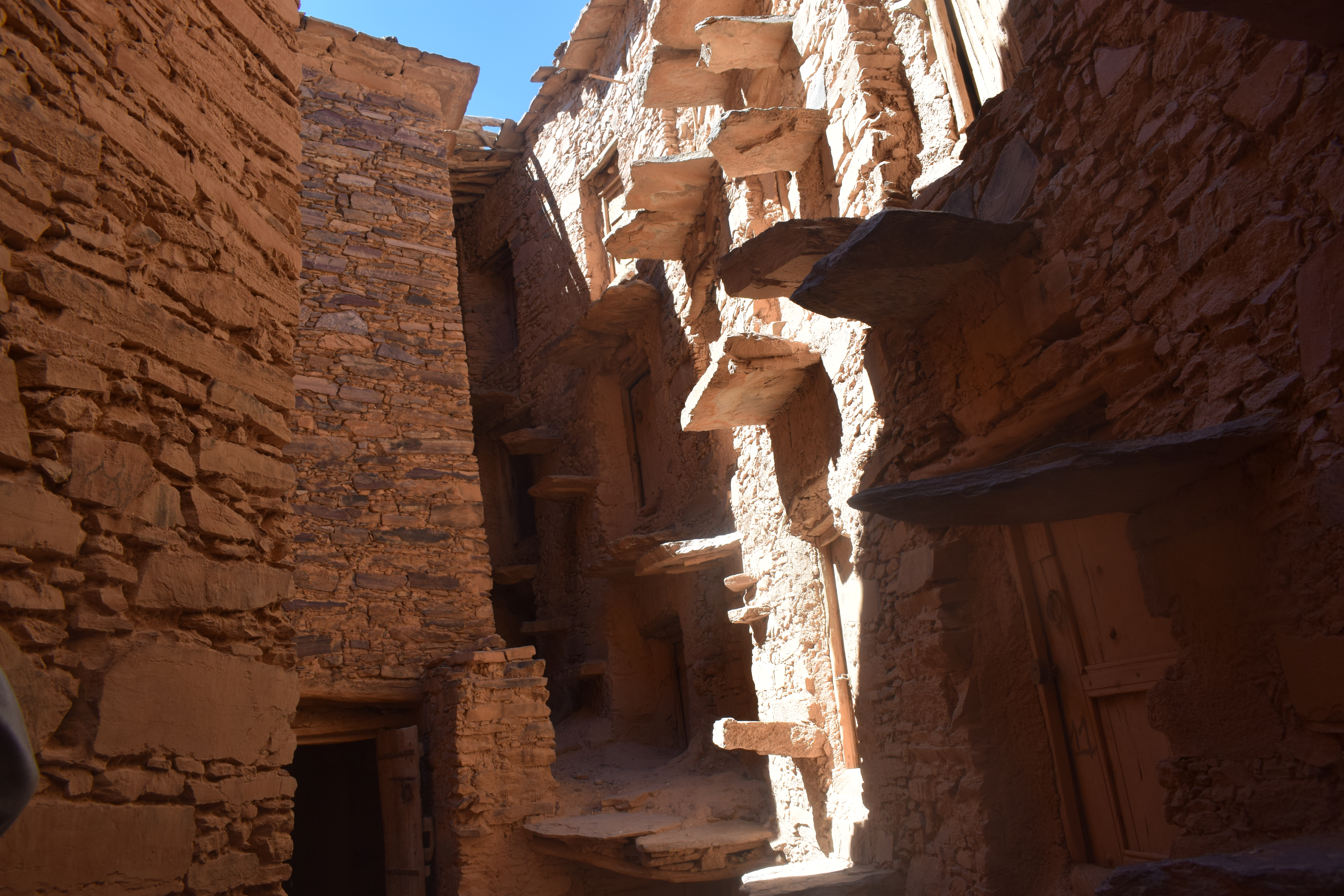
Vista interior.
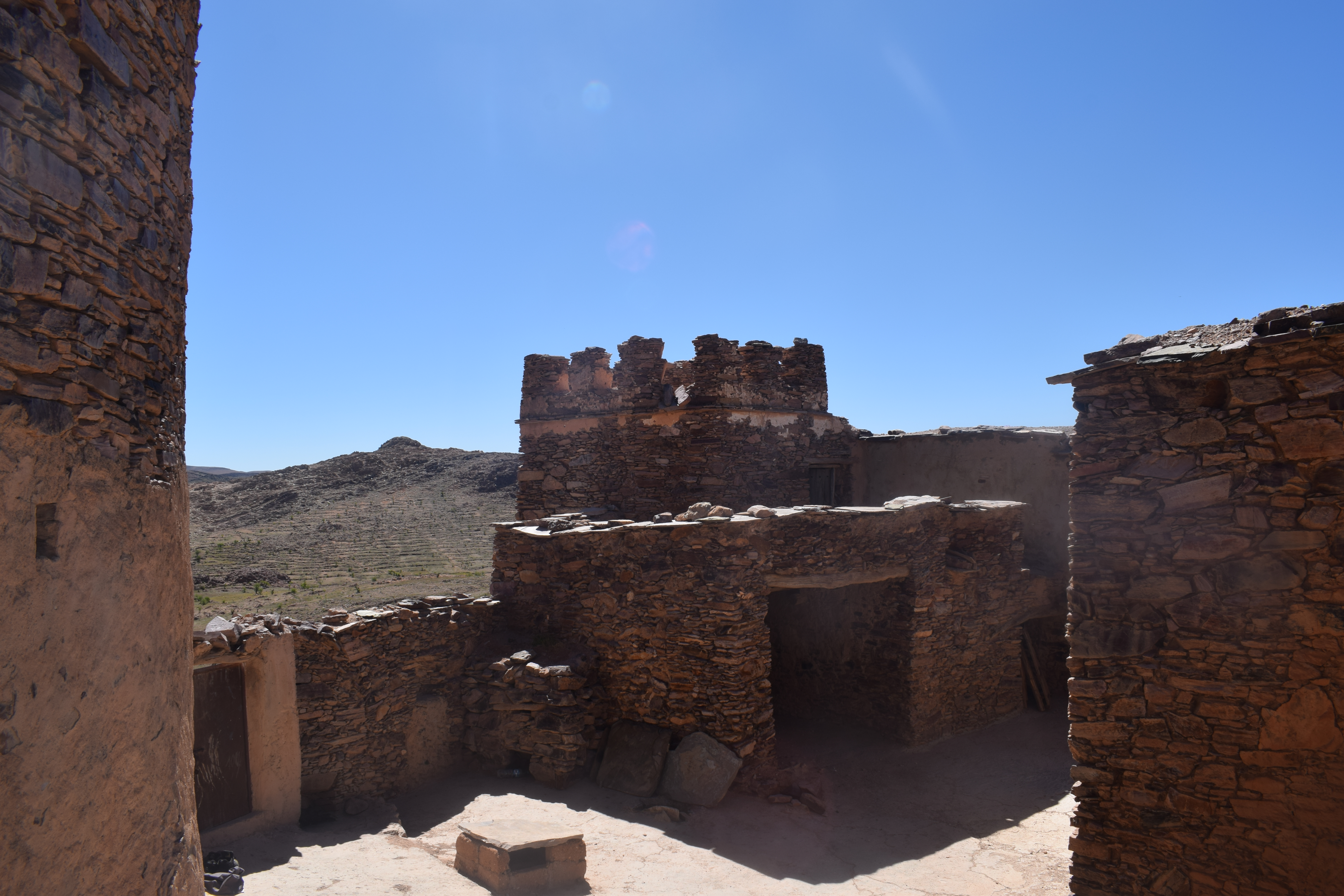
Techo del agadir.
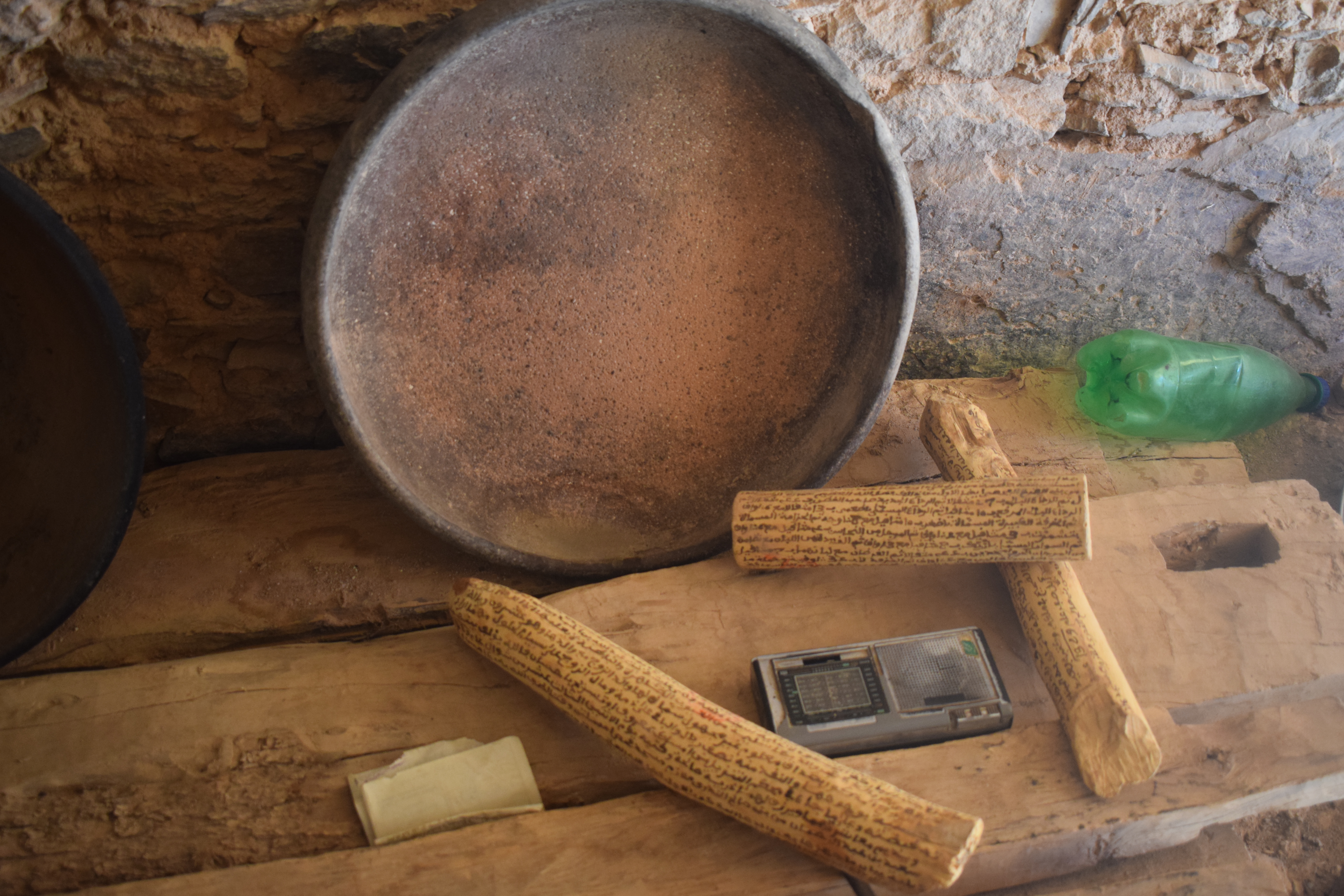
Rollos de madera utilizados para dejar constancia del contenido de los graneros.